# Кузьминки (Сергиево-Посадский район)
Кузьми́нки — деревня в Сергиево-Посадском районе Московской области, в составе муниципального образования Сельское поселение Васильевское (до 29 ноября 2006 года входила в состав Васильевского сельского округа).

## Население
| 2002 | 2006 | 2010 |
| ---- | ---- | ---- |
| 3    | ↗4   | ↗9   |

## География
Кузьминки расположены примерно в 31 км (по шоссе) на запад от Сергиева Посада, на водоразделе рек Яхромы (правый приток Волгуши) и Вори, у границы с Дмитровским районом, высота центра деревни над уровнем моря — 205 м. На 2016 год в деревне зарегистрировано 5 садовых товариществ.